# Time Is Running Out
«Time Is Running Out» — песня британской альтернативной рок-группы Muse с их третьего альбома Absolution. Издана вторым синглом с этого альбома. Сингл занял 9-ю строчку чарта Billboard Modern Rock Tracks.

## Список композиций
7" (Великобритания):
1. «Time Is Running Out» — 3:56
2. «The Groove» — 2:38

CD (Великобритания, Япония, Франция):
1. «Time Is Running Out» — 3:56
2. «The Groove» — 2:38
3. «Stockholm Syndrome» (клип) — 4:59

DVD (Великобритания)
1. «Time Is Running Out» — 3:56
2. «Time Is Running Out» (клип) — 3:58
3. «Time Is Running Out» (making of video) — 2:00

CD (Австралия):
1. «Time Is Running Out» — 3:56
2. «The Groove» — 2:38
3. «Time Is Running Out» (клип) — 3:58
4. «Time Is Running Out» (making of video) — 2:00

## Клип
Видео изображает большое число военных чиновников, сидящих за круглым столом и синхронно выполняющих свою работу, в такт песне. Они не обращают внимание на Muse, играющую посреди этого сборища. В конечном счете, чиновники начинают танцевать на столе, сходя с ума.